# Oliarus omani
Oliarus omani är en insektsart som beskrevs av Metcalf 1938. Oliarus omani ingår i släktet Oliarus och familjen kilstritar. Inga underarter finns listade i Catalogue of Life.